# Chilopogon
Chilopogon is een geslacht van orchideeën uit de onderfamilie Epidendroideae.
Het zijn zeer zeldzame, kleine epifytische orchideeën uit de regenwouden van Nieuw-Guinea die zeer nauw aanleunen bij het geslacht Appendicula.

## Naamgeving en etymologie
De botanische naam Chilopogon is een samenstelling van Oudgrieks χεῖλος, cheilos (lip) en πώγων, pōgōn (baard), naar de vorm en structuur van de bloemlip.

## Kenmerken
Chilopogon-soorten zijn kleine epifytische planten. Ze lijken in veel opzichten op de soorten van het geslacht Appendicula, en onderscheiden zich vooral door de vorm van de helmknop, de vorm van de bloemlip en de aanwezigheid van 6 pollinia.

## Habitat en verspreiding
Chilopogon-soorten groeien op bomen in de regenwouden van Nieuw-Guinea.

## Taxonomie
Het geslacht telt naargelang de bron 2 tot 6 soorten. De meest recente bronnen geven 2 soorten en beschouwen de andere als synoniemen. De typesoort is Chilopogon distichum.

### Soorten
- Chilopogon distichum (Ridl.) Schltr. (1912)
- Chilopogon oxysepalum (Schltr.) Schltr. (1912)